# MDN 웹 문서
MDN 웹 문서(영어: MDN Web Docs, 이전 모질라 개발자 네트워크, 모질라 개발자 센터)는 웹 개발자들을 위한 문서 및 학습 자료 사이트로, 주요 주제는 HTML5, JavaScript, CSS, 웹 API, 장고, Node.js, WebExtensions, MathML 등이다.. 개방형 웹 표준, 모질라 자체 프로젝트 및 개발자 가이드에 대한 통합 문서 웹사이트로 2005년에 모질라에 의해 시작되었다.
MDN 웹 문서의 콘텐츠들은 모질라와 구글의 직원들과 자원봉사자(개발자 및 기술 작가 커뮤니티)들이 관리한다. 또한 2017년에 마이크로소프트, 구글 및 삼성이 자체 문서 프로젝트를 종료하고 모든 문서를 MDN 웹 문서로 옮기겠다고 발표하면서 제공한 콘텐츠들도 포함되어 있다.

## 역사
2005년에 모질라 코퍼레이션이 모질라 개발자 센터라는 이름으로 프로젝트를 시작했다. 모질라 코퍼레이션은 지금도 여전히 프로젝트의 자금 제공 및 운영을 맡고 있다.
웹사이트의 초기 콘텐츠들은 모질라 재단이 AOL로부터 허가를 받아 DevEdge에서 제공받은 콘텐츠들로 구성되었으며, 현재는 DevEdge 및 mozilla.org, XULPlanet.com에서 옮겨진 문서들과 이후 작성된 최신 문서들이 혼합되어 구성되어있다.
2016년 10월 3일, 브레이브 브라우저는 모질라 개발자 네트워크를 기본 검색 엔진 옵션 중 하나로 추가했다.
2017년에 구글, 삼성, 마이크로소프트 및 모질라는 자신들이 작성한 웹 기술에 대한 문서를 MDN 웹 문서에 통합시키도록 결정했으며, 이후 마이크로소프트는 마이크로소프트 개발자 네트워크 에서 MDN으로 페이지를 리디렉션하기 시작했다.
2019년에 모질라는 jQuery를 리액트로 교체한 사이트 개편에 대해 베타 테스트를 시작했으며, 2020년 12월 14일 새로운 사이트가 정식 오픈되었다 2020년 12월 14일부터 편집 가능한 모든 콘텐츠는 깃허브에서 호스팅되는 깃 저장소에 저장되며, 기여자들은 풀 리퀘스트를 열어 수정 사항을 논의할 수 있다.
2021년 1월 25일, MDN 개발을 위한 자금을 모으기 위해 비영리 재정 단체로 OWD(Open Web Docs) 조직이 출범했다. 2023년 03월 기준 OWD의 최고 재정 기여자는 구글, 마이크로소프트, 이갈리아, Canva 및 젯브레인즈 등이 있다.
2022년 3월, MDN은 새로운 로고와 MDN 플러스라는 유료 구독제 출시 등의 개편을 단행했다.